# Radios communautaires au Québec
Une radio communautaire québécoise est une société à but non lucratif qui offre un service de radiodiffusion local à la population d'un territoire donné du Québec, qu'il soit métropolitain, périphérique ou en région éloignée. Le mandat des radios communautaires québécoises est de contribuer à la vie de la population locale, que ce soit sur le plan culturel, social ou économique.
En raison de la situation culturelle particulière du Québec au sein du Canada et face aux États-Unis, la radio communautaire québécoise comporte plusieurs particularités provinciales. 

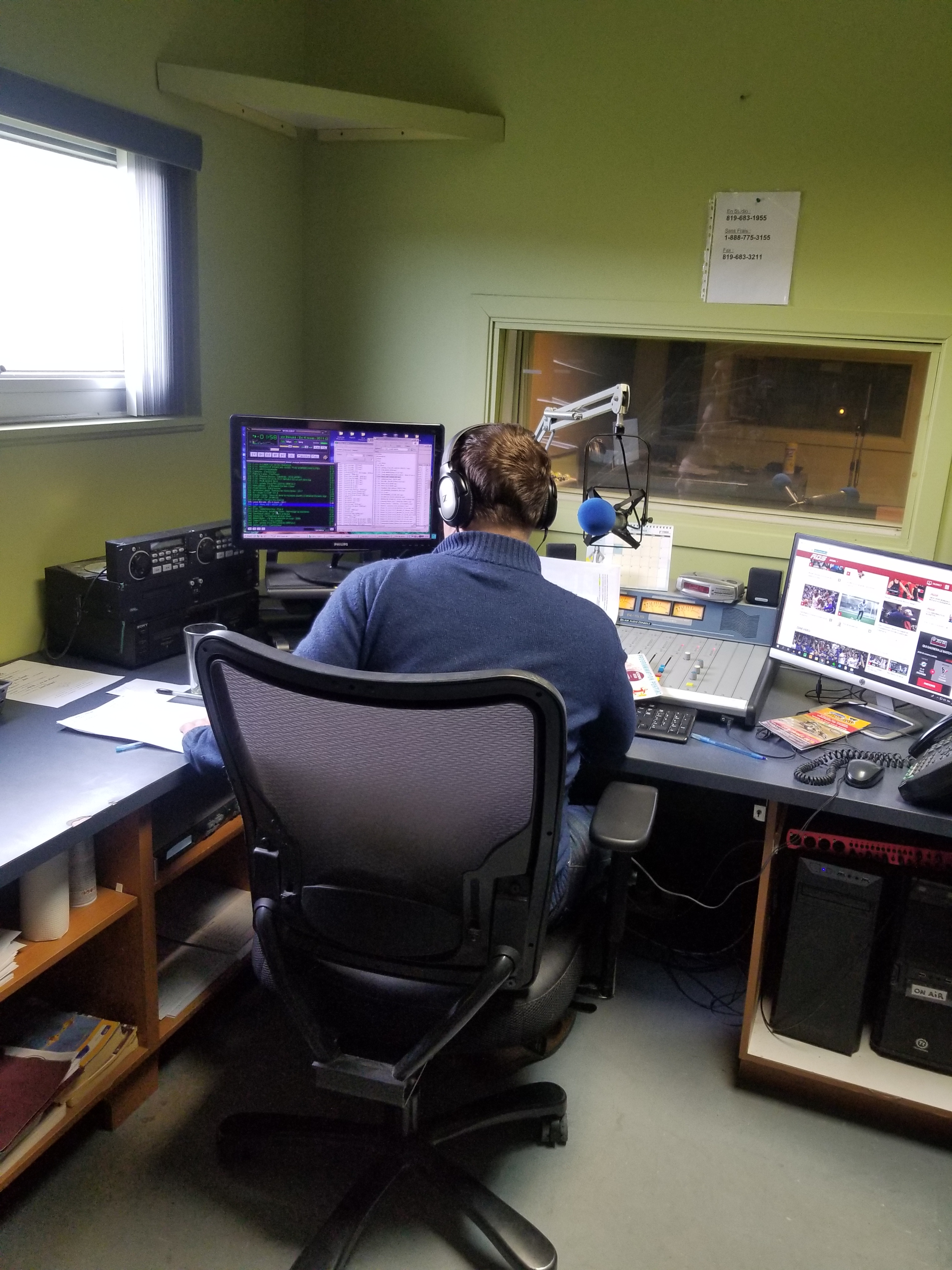
Studio de radio communautaire québécoise, 2018.

## Rôles particuliers

### Accès à l'information locale
En dehors des centres urbains, le signal des radios régionales n'est pas toujours capté, ce qui crée des inégalités dans l'accès à l'information. Les radios communautaires ont donc le mandat de pallier le manque d'information locale, dans le but de favoriser la vie citoyenne et démocratique.

### Participation de la communauté
La participation citoyenne est une composante importante des radios communautaires québécoises depuis leurs débuts, bien que le secteur se soit beaucoup professionnalisé au fil des ans. En 2018, plus de 2000 bénévoles ont participé aux activités de production des radios communautaires québécoises.

## Historique
Inspirée du modèle américain des radios alternatives, la radio communautaire québécoise est apparue au cours des années 1970, alors que le nationalisme québécois était à son zénith. La toute première radio, CKRL-FM, 89,1 a lancé sa programmation à Québec à partir du campus de l'Université Laval, le 15 février 1973. La plupart des autres radios communautaires québécoises ont débuté leurs activités au cours des années 1980 et 90. Rapidement, elles se sont positionnées face aux radios publiques et aux radios privées, leur reprochant d'ignorer une partie de la population et, dans le cas des radios privées, de présenter de l'information biaisée par des intérêts commerciaux.

## Cadres politique et législatif
Pour être reconnue en tant que radio communautaire au Québec, comme dans le reste du Canada, un radiodiffuseur doit obtenir une licence du Conseil de la radiodiffusion et des télécommunications canadiennes (CRTC). Pour obtenir et conserver cette licence, les radios communautaires doivent remplir une série d'exigences, conformément à la Politique réglementaire de radiodiffusion CRTC 2010-499.

## Financement

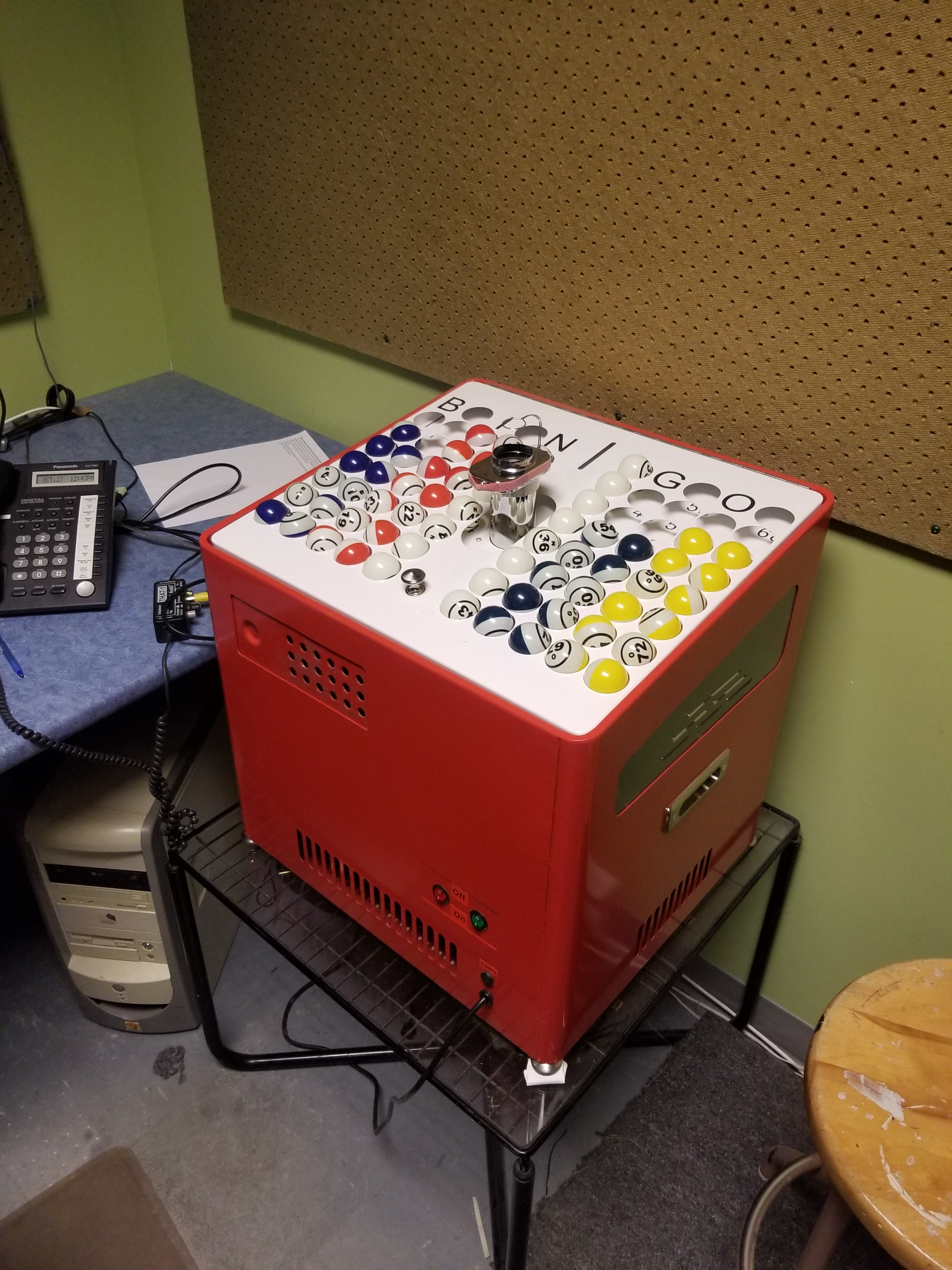
Le bingo, l'une des sources d'autofinancement

### Financement gouvernemental

#### Canada
Les radios communautaires québécoises reçoivent du financement du Fonds canadien de la radio communautaire (FCRC), dans le cadre de différents programmes ou pour la réalisation de projets spécifiques.

#### Québec
Le gouvernement provincial du Québec contribue au financement des radios communautaires par l'intermédiaire de son programme Aide au fonctionnement pour les médias communautaires. Cet aide est assujetti à des critères et d'admissibilité et des restrictions, qui s'ajoute à l'obligation de détenir une licence du CRTC ou d'être en voie de l'obtenir. Le programme provincial exclue, entre autres, les radios étudiante et les coopératives.
Selon une directive du Ministère adoptée en 1996, les médias communautaires devraient bénéficier de 4% des investissements québécois en publicité gouvernementale. Toutefois, les médias communautaires québécois, dont l'Association des radiodiffuseurs communautaires (ARCQ), ont affirmé que ces investissements sont en baisse constante depuis 2010 et qu'en 2016, ils ne dépassaient pas 2,5% du budget publicitaire provincial.
Pour la période 2017-2019, le Ministère a également donné un appui financier aux médias communautaires, dont les radios, afin de les aider à développer de nouveaux projets en lien avec le virage numérique.

### Autofinancement
La question de l'autofinancement des radios communautaires québécoises est devenue pressante à partir du début des années 1980, alors que le Ministère de la Culture et des Communications manifestait sa volonté de diminuer largement les subventions allouées aux médias communautaires. En 2018, les radios communautaires membres de l'ARCQ s'autofinancent à 80 %. par le biais des revenus publicitaires, du bingo diffusé à la radio et d'autres activités de financement.

## Programmation
Les contenus de la programmation orale s'articulent autour de l'information locale, de la promotion des services de proximité et des activités de la communauté. Pour répondre aux exigences canadiennes et québécoises, le contenu musical présente une forte proportion de créations québécoises et canadiennes. La radio communautaire offre également une tribune aux artistes de la relève.

## Association des radiodiffuseurs communautaires du Québec (ARCQ)
Fondée en 1979, l'ARCQ est le pendant québécois de l'Alliance des radios communautaires du Canada (ARC du Canada). L'association permet à 41 radios communautaires québécoises de collaborer dans l'atteinte de leurs objectifs. Par exemple, en 2017, dans le cadre du virage numérique des radios communautaires, les radios membres ont joint leurs ressources afin de financer le développement d'une application mobile permettant l'écoute numérique des radios communautaires québécoises.
Elle a également pour mission d'offrir du support-conseil à ses membres, de représenter leurs intérêts auprès des instances gouvernementales, ainsi que d'établir des partenariats avec d'autres organismes canadiens et internationaux.
Chaque année, l'ARCQ organise le congrès Les Jours de la radio. En novembre 2018, un partenariat avec l'Alliance des radios communautaires du Canada (ARCC) a rassemblé à Québec les représentants de 60 radios canadiennes et québécoises.